# Aeroporto di Lipsia-Halle

Mappa dell'aeroporto

L'aeroporto di Lipsia-Halle è situato a Schkeuditz, Sassonia e serve le città di Lipsia e di Halle (Saale) in Germania. Vi transitano più di due milioni di passeggeri ogni anno. Il moderno terminal aeroportuale si estende sopra un'autostrada e una ferrovia. L'accesso al terminal è a sud della ferrovia, mentre la pista di decollo 08L/26R è situata a nord, e ciò richiede agli aeromobili di rullare su un ponte che passa proprio sopra i binari e l'autostrada. La decisione di DHL di spostare nel 2008 dall'aeroporto di Bruxelles a Lipsia il proprio hub europeo ha incrementato notevolmente il traffico cargo.

## Trasporti
La stazione dei treni dell'aeroporto ha collegamenti per Hannover, Colonia e Dresda. Esiste un collegamento rapido diretto tra Lipsia e Halle. Inoltre, l'aeroporto è connesso a due autostrade: l'A14 che collega a Dresda (130 km) e Halle (40 km) e l'A9 che collega a Monaco di Baviera (430 km), Norimberga (280 km) e Berlino (180 km).

## Proprietà
Sebbene l'aeroporto si chiami "Lipsia-Halle", le tasse aeroportuali vanno alla contea di Delitzsch. Un accordo tra le città di Lipsia e di Delitzsch ha condotto a uno scambio: Lipsia ottenne la proprietà dei terreni al di fuori dell'aeroporto e Delitzsch, nel 2007, la proprietà del 100% dei terreni aeroportuali. La contea di Delitzsch ora rivendica il ricavato di tutte le tasse dei terreni e degli esercizi commerciali situati in aeroporto.

## Location cinematografica
Nell'aeroporto di Lipsia-Halle si svolge lo scontro tra supereroi nel film del 2016 del Marvel Cinematic Universe Captain America: Civil War.